# Маркіна Надія Костянтинівна
Надія Костянтинівна Маркіна (рос. Наде́жда Константи́новна Ма́ркина; 29 січня 1959, Тамбовська область, СРСР) — радянська і російська акторка театру і кіно.

## Біографічні відомості
Після закінчення школи вступила до ГІТІСа ім. А. В. Луначарського, який закінчила у 1983 році (курс І. Туманова, потім А. Ефроса).
Працювала в Театрі на Таганці, Театрі на Малій Бронній (1992—1998), в МХАТ імені М. Горького.
Знялася у російському пропагандистському фільмі «Позивний „Пасажир“» (2023, реж. І. Казанков) про події на Донбасі у 2015 році.

## Вибіркова фільмографія
- «Вклонись до землі» (1985, Марія у молодості; Кіностудія ім. О. Довженка)
- «Говорить Москва» (1985, Єрмілова)
- «Абориген» (1988, мати Борьки)
- «Етюди про Врубеля» (1989, Кіностудія ім. О. Довженка)
- «У місті Сочі темні ночі» (1989, Соня, дружина Олега Стрельникова)
- «Петербурзькі таємниці» (1994—1998, т/с; Христина)
- «Хто, якщо не ми» (1998)
- «Весілля» (2000)
- «Московська сага» (2004, т/с)
- «Крапка» (2006)
- «Мечоносець» (2006, мати Сашка)
- «Олена» (2011, Олена)
- «Гагарін. Перший в космосі» (2013, Ганна Тимофіївна Матвєєва, мати Юрія)
- «Відлига» (2013, т/с; Ольга Пилипівна, художник по костюмах)
- «Аритмія» (2017)
- «Білий сніг» (2021)
- «Позивний „Пасажир“» (2023) та ін.